# Gather the Faithful
Gather The Faithful — дебютный студийный альбом 2009 года, финской пауэр-метал-группы Cain’s Offering, основанной в 2009 году Яни Лийматайненом, экс-гитаристом группы Sonata Arctica и Тимо Котипелто, вокалистом группы Stratovarius. В музыкальном плане альбом представляет собой классический пауэр-метал финской школы с обилием клавишных и быстрыми мелодичными соло.

## Список композиций
1. My Queen Of Winter — 04:14
2. More Than Friends — 04:19
3. Oceans Of Regret — 06:20
4. Gather The Faithful — 03:49
5. Into The Blue — 04:25
6. Dawn Of Solace — 04:17
7. Thorn In My Side — 04:07
8. Morpheus In A Masquerade — 06:50
9. Stolen Waters — 04:34
10. Elegantly Broken — 02:45

## Участники записи
- Тимо Котипелто — вокал
- Яни Лийматайнен[англ.] — гитары, дополнительные клавишные, бэк-вокал, программирование, хор на «More Than Friends»
- Микко Харкин — клавишные
- Юкка Коскинен — бас
- Яни «Hurtsi» Хурула — ударные

## Оценки
В финском хит-параде альбомов 2009 года Gather the Faithful смог подняться до 20 места. 